# Ken Oberkfell
Kenneth Ray "Ken" Oberkfell (ur. 4 maja 1956 w Highland) – amerykański baseballista grający na pozycji trzeciobazowego. Przez wiele lat występował w Major League Baseball.